# Nisibis amoena
Nisibis amoena är en kackerlacksart som beskrevs av Carl Stål 1877. 
Nisibis amoena ingår som enda art i släktet Nisibis och familjen småkackerlackor.
Artens utbredningsområde är Filippinerna. Inga underarter finns listade i Catalogue of Life.